# Parvati Khan
Pour les articles homonymes, voir Khan (homonymie).
Parvati Khan, née Parvati Maharaj à Port-d'Espagne (Trinité-et-Tobago) est une chanteuse indienne. Elle est principalement connue pour l'interprétation de la chanson Jimmy Jimmy Jimmy Aaja dans le film Disco Dancer,.